# 沙氏胸麗魚
沙氏胸麗魚，為輻鰭魚綱鱸形目隆頭魚亞目慈鯛科的其中一種，被IUCN列為易危保育類動物，分布於非洲安哥拉Kwango河流域，體長可達10公分，棲息在底中層水域，生活習性不明。

## 擴展閱讀
維基物種上的相關：沙氏胸麗魚